# Élection présidentielle américaine de 1860 en Alabama
L'élection présidentielle américaine de 1860 en Alabama se déroule le 6 novembre 1860, dans le cadre de l'élection présidentielle de 1860. Elle voit la victoire du vice-président sortant John Cabell Breckinridge contre l'ancien sénateur du Tennessee John Bell et le sénateur de l'Illinois Stephen A. Douglas. Comme dans tous les États esclavagistes, Abraham Lincoln n'est pas présent sur les bulletins de vote.

## Résultats
| Candidats                | Candidats                  | Candidats                          | Grands électeurs | Vote populaire | Vote populaire |
| À la présidence          | À la vice-présidence       | Parti                              | Grands électeurs | Voix           | %              |
| ------------------------ | -------------------------- | ---------------------------------- | ---------------- | -------------- | -------------- |
| John Cabell Breckinridge | Joseph Lane                | Parti démocrate sudiste            | 9                | 48 669         | 54             |
| John Bell                | Edward Everett             | Parti de l'Union constitutionnelle | 0                | 27 835         | 30,89          |
| Stephen A. Douglas       | Herschel Vespasian Johnson | Parti démocrate                    | 0                | 13 618         | 15,11          |